# Neoseiulus cynodonae
Neoseiulus cynodonae är en spindeldjursart som först beskrevs av Gupta 1977.  Neoseiulus cynodonae ingår i släktet Neoseiulus och familjen Phytoseiidae. Inga underarter finns listade i Catalogue of Life.